# Kramerellidae
Kramerellidae är en familj av spindeldjur. Kramerellidae ingår i ordningen kvalster, klassen spindeldjur, fylumet leddjur och riket djur.